# Hans Dersch
Hans Dersch (* 25. Dezember 1967 in Alexandria, Virginia) ist ein ehemaliger Schwimmer aus den Vereinigten Staaten. Er gewann eine Goldmedaille bei Olympischen Spielen und zwei Goldmedaillen bei Panamerikanischen Spielen.

## Karriere
Bei den Panamerikanischen Spielen 1991 in Havanna siegte der 1,88 Meter große Dersch über 100 Meter Brust. Eine zweite Goldmedaille erhielt er mit der 4-mal-100-Meter-Lagenstaffel zusammen mit Andy Gill, Mike Merrell und Joel Thomas. Gill und Dersch hatten auch auf ihrer Einzelstrecke Gold gewonnen, Merrell und Thomas waren Zweite geworden.
1992 bei den Olympischen Spielen in Barcelona erreichte Dersch nur das B-Finale über 100 Meter Brust und wurde Zehnter, wobei drei Schwimmer zeitgleich den zehnten Platz belegten. Die Lagenstaffel mit David Berkoff, Hans Dersch, Melvin Stewart und Matt Biondi erreichte das Finale mit der schnellsten Vorlaufzeit. Im Endlauf schwammen Jeff Rouse, Nelson Diebel, Pablo Morales und Jon Olsen fast drei Sekunden schneller als die Vorlaufstaffel und gewannen vor den Staffeln aus dem Vereinten Team der GUS und den Kanadiern. Auch die vier nur im Vorlauf eingesetzten Schwimmer erhielten eine Goldmedaille.
Dersch studierte an der University of Texas. Nach den Olympischen Spielen begann er eine Laufbahn als Schwimmtrainer am College und später an einer Schule. Daneben engagierte er sich auch für Unternehmen im Erholungssektor.